# Абд аль-Малік (шейх Кордови)
Абд аль-Малік ібн Мухаммад аль-Мансур (араб. ذو السيادتين عبد الملك بن جهور; бл. 1035 — після 1070) — 3-й шейх Кордовської тайфи в 1063—1070 роках.

## Життєпис
Походив з династії Бану-Джохар. Другий син Абу'л Валіда Мухаммада, шейха Кордовської тайфи. Народився близько 1035 року в Кордові. Був улюбленцем батька. З 1058 року долучався до державних справ.
Втім після свого зречення 1063 року Абу'л Валід Мухаммад розділив владу між Абд аль-Маліком, якому передав військо, та його братом Абд ар-Рахманом, що отримав цивільну адміністрацію та скарбницю. Невдовзі між братами почалася боротьба за повну владу, в якій 1064 року Абд аль-Малік здобув перемогу, отримавши допомогу від Аббада II, еміра Севільї.
Змінив внутрішню та зовнішню політику. Першим прийняв титул маліка, наказавши згодувати своє ім'я в молитвах у мечетях (хутбі). Наказав стратити візира Ібн аль-Раку. Невдовзі оточив себе пишним почтом, збільшуючи податки та не реагуючи на корумпованість сановників.
Посилення впливу Севільської тайфи в Кордові призвело до конфлікту з аль-Мамуном, еміром Толедо, який спробував повалити Абд аль-Маліка. Тому на допомогу прийшов аль-Мутамід, емір Севільї, який неподалік від Кордови здобув перемогу над толедським військом. У червні 1070 року севільський емір раптово захопив Кордову, повалив Абд аль-Маліка, якого разом з батьком відправив у заслання до (південний захід Піренеїв). Подальша його доля невідома.